# Zelandotipula hirtistylata
Zelandotipula hirtistylata är en tvåvingeart som beskrevs av Alexander 1976. Zelandotipula hirtistylata ingår i släktet Zelandotipula och familjen storharkrankar.
Artens utbredningsområde är Ecuador. Inga underarter finns listade i Catalogue of Life.